# Виничани
Виничани (мкд. Виничани) су насеље у Северној Македонији, у средишњем делу државе. Виничани управно припадају општини Градско.

## Географија
Виничани су смештени у средишњем делу Северне Македоније. Од најближег већег града, Велеса, насеље је удаљено 25 km јужно.
Рељеф: Насеље Виничани се налази у историјској области Тиквеш. Село је положено у долини Вардара, близу ушћа Брегалнице у њега. Западно од насеља уздиже се планина Клепа. Насеље је положено на приближно 190 метара надморске висине. 
Месна клима је измењена континентална са значајним утицајем Егејског мора (жарка лета).

## Становништво
Виничани су према последњем попису из 2002. године имали 569 становника. 
Већинско становништво у насељу су етнички Македонци (86%), а остало су махом Бошњаци (10%). Почетком 20. века 2/3 насељског становништва били су Турци, који су после Првог светског рата махом иселили у матицу.
Претежна вероисповест месног становништва је православље, а мањинска ислам.

## Занимљивости
Спиридон Гопчевић је у својој књизи Стара Србија и Македонија (стр 43.) негодовао што у Македонији на железничкој станици уместо Виничани пише Венециани, да би странцима било практичније (исти је случај био са већином места). Као супротан пример, наводи Шкотску, Велс... са својим незграпним именима, где људима не пада на памет да мењају име места на натписима, због страних путника. Као пример је навео Ланваирпулгвингилгогерихвирндробулантисилиогогогох, село у Велсу.